# Пердікка I
Пердікка І (грец. Περδίκκας Α) — засновник династії Аргеадів, перший історичний цар Македонії, правив в Егах (сучасна Едеса, або Егі — давня назва Вергіни) після 700 до н. е.

## Життєпис
За Геродотом, Пердікка походив від аргоського царя Темена, який у свою чергу, був нащадком Геракла. Пердікка і два його старших брата, Гаван і Аероп, втекли з Аргоса у Верхню Македонію, у місто Лебею, де найнялися пастухами до Лебейського правителя. Коли цар наказав схопити їх, вони сховалися від погоні в районі гори Бермій (або Берміон), де молодший із братів — Пердікка — заснував Македонське царство. Розташування міста Лебея невідомо, але інші географічні деталі переказу цілком достовірні.
Історія з трьома братами, один з яких стає царем, існує в епосі багатьох народів. Семантичний аналіз імен братів вказує на можливі відгомони кланового або родового складу племені Пердікки в часи, коли у Македонії заснували колонію піддані легендарного фригійського царя Мідаса. Аргоське походження Пердікки сумнівне, адже саме його ім'я за межами Македонії не зустрічається (власне ім'я походить від давньогрецького слова «куропатка»).
Відтак, на народний епос наклалося цілком природне бажання македонських царів (імовірно, Александра I) мати родовід від загальновизнаних героїв Еллади. У майбутньому Птолемеї, правляча македонська династія в елліністичному Єгипті, доєдналась до божественного предка Геракла через розширену версію династії Аргеадів, тобто вихідців з Аргосу.
Пердікка і його нащадки, перш за все, вигнали Пієрії пієрів (фракійське плем'я), які згодом оселилися за Стрімоном під горою Пангея. З області під назвою Ботіея македонці також вигнали її мешканців (за переказами, вихідців з Криту). У Пеонії нащадки Пердікка оволоділи вузькою смугою землі вниз за течією Аксіоса до Пелли і моря. За Аксієм до Стрімона вони поступово захопили країну під назвою Мігдонія, звідки вигнали едонів (все це були фракійці). Потім вигнали також еордів з Еордії. При цьому велика частина еордів загинула. З Алмонії витіснили алмонів. Згодом об'єднання цих областей отримало назву Македонії.